# Emil Fürstenau

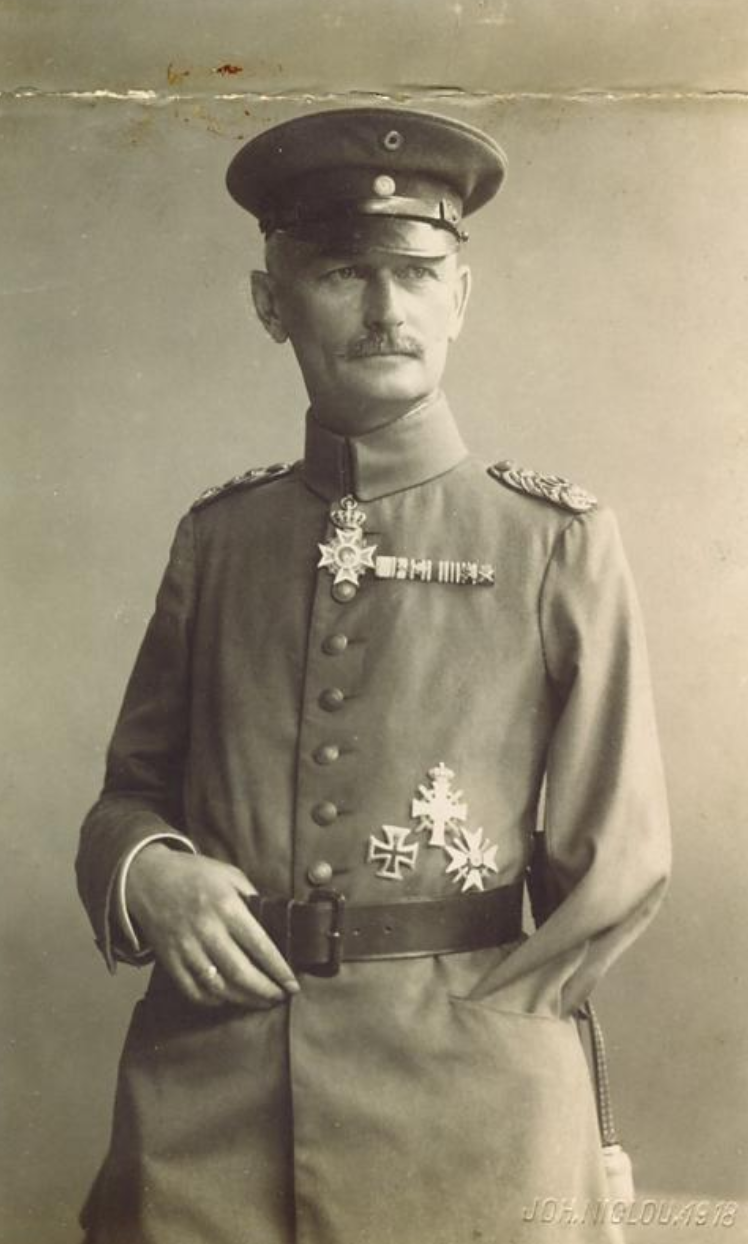
Emil Fürstenau

Adolf Emil Fürstenau (* 17. November 1865 in Burkau; † 7. September 1930 in Dresden) war ein sächsischer Generalmajor.

## Leben

### Herkunft
Fürstenau war Sohn eines praktischen Arztes.

### Militärkarriere
Fürstenau besuchte das Bautzener Gymnasium und trat nach Abschluss von diesem am 1. Oktober 1885 als Avantageur in das 4. Infanterie-Regiment Nr. 103 der sächsischen Armee ein. In den folgenden Jahren erfolgten die Beförderungen zum Leutnant und Oberleutnant im Regiment. Am 1. April 1897 wurde er in das neuaufgestellte 13. Königlich Sächsisches Infanterie-Regiment Nr. 178 versetzt. 1898 wurde er an die Unteroffiziersschule kommandiert und 1899 als Kompaniechef zur Unteroffiziersvorschule versetzt, wo seine Beförderung zum Hauptmann erfolgte. Fürstenau wurde am 23. März 1901 dann Kompaniechef beim 14. Infanterie-Regiment Nr. 179 und am 9. Dezember 1904 zum Bekleidungsamt des XIX. (II. Königlich Sächsisches) Armee-Korps versetzt. Nach dreieinhalbjähriger Tätigkeit dort wurde er als Kompaniechef beim 15. Infanterie-Regiment Nr. 181 eingesetzt. Nach Beförderung zum Major am 17. Juni 1910 wurde er beim Stabe des Regiments verwendet. Am 21. Juni 1912 wurde er Bataillonskommandeur im Infanterie-Regiment „König Wilhelm II. von Württemberg“ (6. Königlich Sächsisches) Nr. 105.

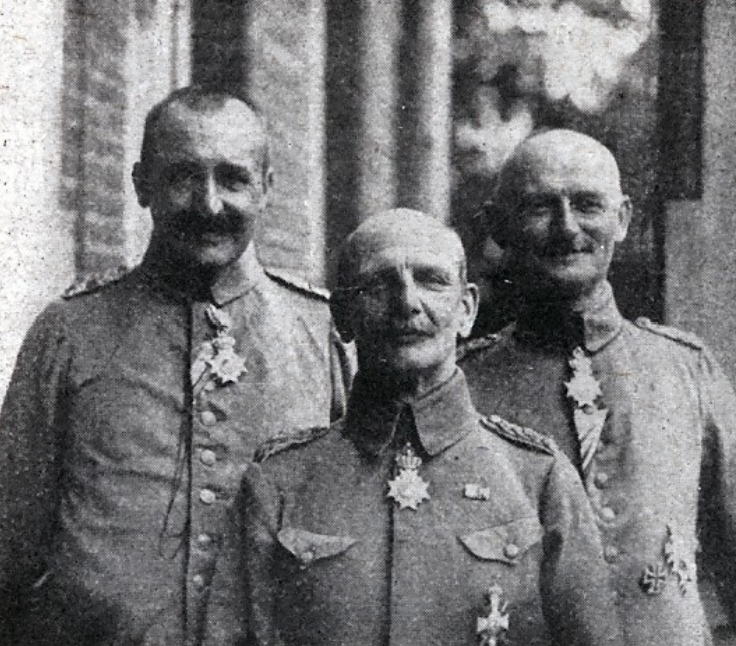
Georg von Carlowitz, Rudolf Bierey und Emil Fürstenau nach Verleihung des Kommandeurkreuz II. Klasse des Militär-St.-Heinrichs-Ordens

Nach Ausbruch des Ersten Weltkrieges zog Fürstenau mit seinem Bataillons an die Front. Er nahm in dieser Eigenschaft an der Schlacht bei Mühlhausen im August 1914 teil und konnte sich trotz Verlust des Regimentskommandeurs, Oberst Paul Allmer, erfolgreich auszeichnen und als erster das Dorf Schweighouse-Thann einnehmen. Er wurde dafür am 24. August 1914 mit dem Ritterkreuz des Militär-St.-Heinrichs-Ordens ausgezeichnet. Fürstenau verlor am 3. September desselben Jahres seinen linken Arm im Gefecht. Nach Behandlung und Beförderung zum Oberstleutnant (Patent vom 17. März 1915) wurde er erneut an die Front versendet und am 16. Juni 1915 als Nachfolger von Oberst Kurt Stengel zum Kommandeur des Reserve-Infanterie-Regiment Nr. 102 ernannt. Fürstenau nahm in dieser Eigenschaft an der Schlacht an der Somme teil und konnte sich erneut erfolgreich auszeichnen und wurde mit dem Kommandeurkreuz II. Klasse des Militär-St.-Heinrichs-Ordens ausgezeichnet. Nach Beförderung zum Oberst am 1. September 1918 wurde er zunächst zu den Offizieren von der Armee versetzt und kurze Zeit später als Kommandeur der 192. Infanterie-Brigade vor Verdun eingesetzt.
Fürstenau wurde im Dezember 1918 dann noch zum Kommandeur des 6. Infanterie-Regiment Nr. 105 ernannt und nach Abschiedsgesuch im Februar 1919 zum Kommandeur des Landwehrbezirk I Dresden ernannt, wo er am 28. November 1919 den Charakter eines Generalmajors erhielt. Nach der Auflösung des Landwehrbezirks im Jahre 1920 wurde er bis zum 31. Juli 1924 als Direktor des Hauptversorgungsamtes Dresden eingesetzt. Nachfolgend schied er aus der Armee aus. Er nahm 1923 an der Entweihung des Ehrenmals für das Reserve-Infanterie-Regiment Nr. 102 teil. Fürstenau war im Vorstand der Ortsgruppe Dresden des sächsischen Offiziersbund unter dessen Vorsitzenden Hans von Eulitz.

### Familie
Fürstenau heiratete und bekam mindestens einen Sohn, den Leutnant Hellmuth Fürstenau, welcher im August 1918 im Gefecht starb.